# Hajsza a győzelemért
A Hajsza a győzelemért (eredeti cím: Rush) 2013-ban bemutatott amerikai dráma. Két Formula–1-es versenyző, James Hunt és Niki Lauda párharcát mutatja be.
Az 1976-os Formula–1-es szezont James Hunt és Niki Lauda egymással való küzdelme jellemezte. Hunt vagány brit pilóta, a Formula–1 sztárja volt, aki nagyvilági életet élt. Az osztrák Lauda épp az ellenkezője, fegyelmezett ember és versenyző, aki már az 1975-ös világbajnoki címmel a háta mögött szállt harcba. Igazi ellenfelek voltak, akik bármire képesek voltak a győzelemért. A film erre a két karakterre koncentrál, és az ő versenyzésüket taglalja.
Laudát évekig bombázták az életének megfilmesítésével kapcsolatban, de mindig ellenállt. Ron Howard volt az egyetlen, akinek a felkérésére rábólintott. A rendező szinte semmit nem tudott a Formula–1 világáról, így nem volt könnyű dolga. Nem egy teljes életrajzi film készült, csupán 6-7 évet ölel fel.

## Szereplők
| szereplő                            | színész              | magyar hang       |
| ----------------------------------- | -------------------- | ----------------- |
| James Hunt                          | Chris Hemsworth      | Nagy Ervin        |
| Niki Lauda                          | Daniel Brühl         | Magyar Bálint     |
| Suzy Miller                         | Olivia Wilde         | Pálmai Anna       |
| Marlene Lauda                       | Alexandra Maria Lara | Németh Kriszta    |
| Clay Regazzoni                      | Pierfrancesco Favino | Király Attila     |
| Louis Stanley                       | David Calder         | Láng József       |
| Gemma nővér                         | Natalie Dormer       | Gáspár Kata       |
| Alastair Caldwell                   | Stephen Mangan       | Dányi Krisztián   |
| Lord Hesketh                        | Christian McKay      | Hajdu Steve       |
| Stirling Moss                       | Alistair Petrie      | Jakab Csaba       |
| Anthony 'Bubbles' Horsley           | Julian Rhind-Tutt    | Kisfalusi Lehel   |
| Teddy Mayer                         | Colin Stinton        | Vass Gábor        |
| Harvey 'Doc' Poslethwaite           | Jamie de Courcey     | Karácsonyi Zoltán |
| Enzo Ferrari                        | Augusto Dallara      |                   |
| Luca Di Montezemolo                 | Ilario Calvo         |                   |
| John Hogan                          | Patrick Baladi       | Varga Gábor       |
| Lauda szerelője                     | Vincent Riotta       | Berzsenyi Zoltán  |
| Angol kommentátor                   | Simon Taylor         | Forgács Gábor     |
| Arturo Merzario                     | Cristian Solimeno    | Szatmári Attila   |
| Guy Edwards                         | James Norton         | Fehér Tibor       |
| Peter Hunt                          | Geoffrey Streatfeild | Rajkai Zoltán     |
| Peter Metternich                    | Julien Vialon        | Rosta Sándor      |
| Bemondó a díjátadón                 | Douglas Reith        | Rosta Sándor      |
| Lauda nagyapja                      | Hans-Eckart Eckhardt | eredeti nyelven   |
| Spanyol versenybíró                 | Roger Nevares        | Törköly Levente   |
| Giovanni                            | Raffaello Degruttola | Kardos Róbert     |
| Crystal Palace verseny kommentátora | Bob Constanduros     | Szatmári Attila   |

További magyar hangok: Bognár Tamás, Bolla Róbert, Kardos Róbert, Maday Gábor, Sarádi Zsolt, Szujó Zoltán.

## Történelmi háttér – A film cselekménye
|  | Alább a cselekmény részletei következnek! |

James Hunt 1967-ben kezdett el versenyezni egy saját maga által tuningolt Minivel. 1969-ben elkezdett a Formula–3-ban is versenyezni, ahol két futamgyőzelmet szerzett. Egészen 1972-ig ebben a sorozatban maradt. 1970 és 1972 között hat Forma-3-as futamot nyert meg, mégsem sikerült olyan hamar feljutnia a Formula–1-be, mint vetélytársainak: Emerson Fittipaldinak, Ronnie Petersonnak vagy Niki Laudának. Ennek egyrészt anyagi okai voltak, másrészt gyakran törte össze versenyautóit. Lord Alexander Hesketh vásárolt Huntnak egy használt Surtees-autót, amellyel a Formula–1-es világbajnokságba nem beszámító versenyeken indult 1972-ben. Látván James tehetségét Hesketh 1973-ban vett Jamesnek egy új March-Fordot, amivel Hunt már világbajnoki futamokon is részt tudott venni a Formula–1-ben.
Nikolaus Lauda gazdag családban született, és apja természetesen egyetemre szánta, majd a családi vállalkozás élére, a saját utódaként. Ám amikor látta, hogy ebből semmi sem lesz, egyszerűen kitagadta a vagyonból. Niki nagyszülei házára vett fel, azok beleegyezésével, bankkölcsönt. Ezzel telt be apjánál a pohár.
Niki Lauda soha nem adott fel semmit. Főleg nem az autóversenyzést, az első lehetséges pillanatban megcélozta a Formula–1-et. Kötött egy életbiztosítást, ezt elzálogosította a Raiffeisen Banknál, a kapott pénzzel pedig bevásárolta magát a forma-1-es March csapatba, mondván, majd a versenyek nyereményéből fizeti az életbiztosítás részleteit. Elvette feleségül a világ egyik legszebb manökenjét, Marlenét, aki annak ellenére hozzáment, hogy Lauda nagyon szegény volt ekkoriban.
1972-ben már végighajtotta a teljes világbajnoki idényt. Keményen megdolgozott mindenért, főleg azért a pénzért, amellyel az adósságát törlesztette.  Szerencséjére azonban éppen ekkor kereste Enzo Ferrari azokat a fiatal, új versenyzőket, akiket beültethetne az új, ígéretes Ferrarikba. A fiatal, kiváló szervező Luca Di Montezemolót szerezte meg a Ferrarinak, aki az olasz olimpiai bizottság égisze alatt az olasz olimpiai csapatot is szervezte Münchenre, mégpedig sikerrel. Luca, az idős Enzo minden ellenkezése ellenére odavitte a svájci „playboy” Clay Regazzonit, valamint Niki Laudát, aki nem sokat mutatott eddig, hiszen sokszor végig sem ért, érdemleges helyezése pedig nem volt. Montezemolónak lett igaza: pokolian gyors két fiút sikerült szerződtetnie, akik közül Lauda hamarosan világbajnokságot nyert a Ferrarinak, ráadásul pontosan, okosan versenyzett.
Hunt az 1973-as monacói nagydíjon debütált a Formula–1-ben. Bár kevés futamon indult, 1973-ban 14 pontot szerzett, amivel a világbajnokság nyolcadik helyén végzett. 1975-ben Hunt egy második hellyel nyitott Argentínában a McLarenes Emerson Fittipaldi mögött. Ezután hatodik lett Brazíliában, majd öt versenyen nem ért célba. Az esőversenynek induló holland futamon az bizonyult döntőnek, hogy Hunt kockáztatott és amikor kezdett alábbhagyni az eső először ment ki száraz gumikért. Ezzel maga mögé utasította a domináns Ferrarikat és learatta pályafutása első futamgyőzelmét (a Hesketh-csapat számára is az első volt). Franciaországban második lett Niki Lauda mögött. Hazai pályán, Silverstone-ban negyedik lett. Németországi kiesése után minden futamon pontot szerzett. Összesen 33 pontot szerzett a szezon folyamán és a negyedik helyen végzett a világbajnokságban. Miután Hunt és Hesketh is elhagyta a csapatot, az néhány év sikertelen szereplés után tönkrement. (A filmben Hesketh nem méri fel reálisan a pénzügyi viszonyokat és anyagilag tönkremegy, a csapat emiatt oszlik fel, nem Hunt távozása miatt).
James Hunt Emerson Fittipaldi megüresedett helyére került a következő évre a McLaren-Fordhoz. Az első versenyt, Brazíliában Hunt nem fejezte be, majd Dél-Afrikában második lett Lauda mögött. A spanyolországi Jaramában sikerült legyőznie Laudát és nyerni. Nem sokkal ezután Franciaországban is nyert, bár ekkor a két Ferrari ezúttal nem fejezte be a futamot. Brands Hatch-ben meg tudta verni Laudát a pályán, de a futamot követően diszkvalifikálták, mivel amikor egy rajtbaleset után újra indították a mezőnyt, Hunt állítólag átült a tartalék autójába.

Jelenet a filmből

Lauda 1976-ban is a legjobb úton volt afelé, hogy másodszor is sikerre vigye a Ferrarit. Ám elérkezett a német futam a régi (akkor még hosszú) Nürburgringen. A második rajkockából induló Niki Lauda az eső utáni felszáradóban lévő pályán óvatosan haladt, csak a kilencedik volt. A huszonkét kilométeres első kör után kereket cserélt, a hideg gumi miatt a Ferrari a „Kesselchen” nevű balkanyarban megcsúszott, Lauda megpróbálta megfogni, de nem sikerült, az autó megpördült, nekivágódott a szalagkorlátnak, két jobb oldali kereke leszakadt. Hatalmas lángokkal égett, várható volt, hogy felrobban, Laudának a túlélési esélyei gyakorlatilag a nullával voltak egyenlőek. Ekkor azonban gyors egymásutánban a helyszínre értek versenyzőtársai, először Edwards, Lunger és Ertl, kicsit később Merzario. Megálltak és félelmet nem ismerve megkezdték az oltást és a pokoli lángokból Lauda mentését. Hosszú időbe telt, amíg a mentőautó megérkezett és Nikit végre kórházba szállították.
A pilóták bátorsága nélkül Niki benn égett volna az autóban vagy a mérges gázok miatt meghalt volna.  Még így is sokáig élet-halál között lebegett a kórházban. Tüdőproblémái voltak és súlyos, máig látható égési sérülései lettek. Lauda 37 nappal a fenti események után már újra versenyautóban ült, és Fionaróban, a Ferrari saját pályáján körözve köszöntötte a rá kíváncsi nézők ezreit. Hat nap múlva pedig ott volt Monzában, és a negyedik rajthelyre minősítette magát. Ezt követően éjjel azonban magára zárta a szobája ajtaját, és az ágyán összegörnyedve, reszketve várta a halált. Nem tudta mit várt, csak reszketett, és úgy érezte, soha többé nem mer beülni a versenyautóba. Egész éjjel gyötrődött, de kezdte magyarázni magának, hogy meg tudja csinálni. Lépésről lépésre leküzdötte a félelmeit, másnap elindult a versenyen és negyedik lett.
Japánban az utolsó világbajnoki futamon múlott, hogy újra világbajnok legyen. A pokoli esőben mégis elindult, azt is átkozva, aki ilyen időben versenyez. James Hunt fejében is megfordult, de végül ő nem adta fel és világbajnok lett. (A filmben Lauda a verseny felfüggesztését javasolja a rossz idő miatt, de a többi pilóta leszavazza és megtartják a versenyt).
Niki nem szégyellte bevallani, hogy azért állt ki, mert félt. „Egyszerűen féltem, és őrültségnek tartottam ezen a pályán ebben az esőben versenyezni.”
Két körrel a verseny befejezése előtt még így is világbajnok volt, de akkor Hunt visszakerült a harmadik helyre, ami a világbajnoki címet jelentette a számára.
|  | Itt a vége a cselekmény részletezésének! |

## Idézetek a filmből
- "Minél közelebb vagy a halálhoz, annál jobban érzed, hogy élsz."
- "Ne keresd a normalitást egy olyan emberben, aki hajlandó megöletni magát egy versenypályán körözve"
- "Minden versenyző azzal a hazugsággal áltatja magát, hogy a halál mindig mást ér utol."

## Érdekességek
1. Laudának az esküvőjére nemcsak ruhát, de még nyakkendőt is kölcsön kellett kérnie, mert a ruhatára ekkor egy versenyzői overallból, egy bársonynadrágból meg pulóverből állt.
2. Lauda az első újságírói kérdésre, amely azt tudakolta, hogy fordított esetben vajon ő is megállt volna-e menteni, szemrebbenés nélkül (bár ekkor még nem voltak szemöldökei) azt válaszolta, hogy: „Nem, mert engem nem azért fizetnek hogy álldogáljak a pályán, hanem azért, hogy menjek.”
3. 1974-ben Emerson Fittipaldi autóversenyző viselte először egy zürichi sportszergyár tűzbiztos kezeslábasát. Niki Lauda 26-ik születésnapjára lepte meg saját magát 1975-ben, 65 000 schillingért vásárolta meg. A nürburgringi baleset a ruha gyakorlati értékét mutatta meg hogy Lauda csak ott égett meg, ahol a ruha nem védte.
4. Daniel Brühl hónapokig mozgott együtt Laudával, egy időre be is költözött hozzá – nem véletlenül mondta az osztrák a bemutató után, hogy még maga is elképedt a hasonlóságon.